# Сорокина, Анна Вадимовна
А́нна Вади́мовна Соро́кина (используется также применяемое в немецких документах написание А́нна Соро́кин; род. 23 января 1991, Домодедово, РСФСР, СССР) — немецкая мошенница русского происхождения. В 2013 году переехала в Нью-Йорк и создала вымышленную личность Анны Делви, выдавая себя за богатую наследницу из Германии. В 2019 году была осуждена по обвинениям в покушении на крупную кражу и мошенничество.

## Биография

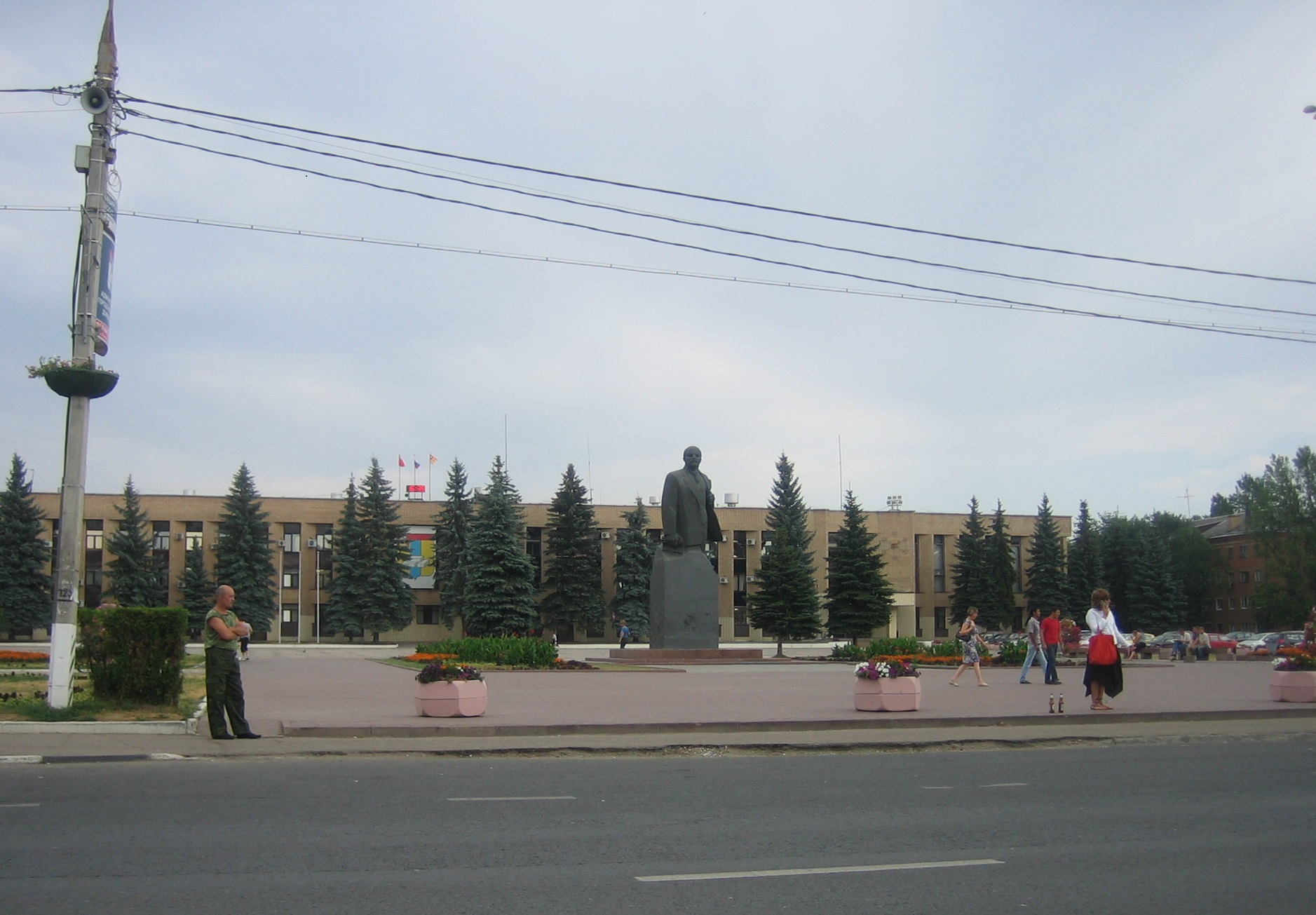
г. Домодедово, где Сорокина жила до 16 лет

Родилась в Домодедово, Московская область. Отец работал водителем, мать была хозяйкой небольшого магазина. В 2007 году родители увезли её с младшим братом в Германию. Отец Сорокиной в Германии также работал водителем-дальнобойщиком и занимался мелким ремонтом бытовой техники. В 2011 году Сорокина окончила среднюю школу в городке Эшвайлер в 60 км от Кёльна. Одноклассники вспоминают, что немецкий давался ей с трудом. По окончании школы Сорокина переехала в Лондон и поступила в колледж Святого Мартина, где совершенствовала английский язык, но вскоре бросила учёбу и вернулась в Германию. Затем она переехала в Париж, где зарабатывала около 400 евро в месяц благодаря стажировке во французском модном журнале Purple. Примерно в то же время Сорокина начала использовать имя Анна Делви, которое, как она утверждала, было основано на девичьей фамилии её матери. Однако родители Сорокиной заявили, что «не узнают фамилию». Позже она заявила, что «просто придумала это». В 2013 году Сорокина переехала в США, где заводила знакомства в деловых и светских кругах, представляясь наследницей многомиллионного состояния.

## Мошенничество
В середине 2013 года Сорокина отправилась на неделю моды в Нью-Йорке. Обнаружив, что в Нью-Йорке легче заводить друзей, чем в Париже, она решила остаться, перейдя на короткое время в нью-йоркский офис Purple. После ухода из Purple Сорокина придумала идею «Фонд Анны Делви» — частный клуб и художественный фонд — и безуспешно искала финансирование у богатых представителей городской социальной жизни. Её предложение включало в себя аренду всего Church Missions House, состоящего из шести этажей и площадью 45,000 фут² (4,1806 м²). Магазины, курируемые художником Дэниелом Аршамом, одним из её знакомых по стажировке, и выставки Урса Фишера, Дэмиена Херста, Джеффа Кунса и Трейси Эмин. Она получила помощь в планировании от сына архитектора Сантьяго Калатравы. Она также обсудила продажу напитков в зале с Roo Rogers.

## Арест
В 2017 году Сорокина была арестована по шести обвинениям в краже услуг. Пострадавшими стали её состоятельные нью-йоркские деловые знакомые и несколько отелей. По данным прокуратуры Манхэттенского округа, сумма кражи составила около 275 тыс. долларов. Первоначально Сорокина совершила три акта по незаконному получению услуг: проживание в отелях Beekman и W Downtown, а также питание в отеле Parker Méridien в Нью-Йорке.

### Суд и тюремный срок
25 апреля 2019 года после двухдневного обсуждения присяжные признали Сорокину виновной по восьми пунктам обвинения, включая хищения в особо крупных размерах второй степени, покушение на хищение в особо крупном размере, а также кражу услуг. 9 мая 2019 года Сорокина приговорена к тюремному заключению на срок от 4 до 12 лет, оштрафована на 24 тыс. долларов. На неё была возложена обязанность выплатить потерпевшим реституцию в размере 199 тыс. долларов.
Отбывала срок заключения в тюрьме г. Олбани. 12 февраля 2021 года вышла на свободу после слушания о досрочном освобождении. По сообщению российской прессы, на решение комиссии повлияла характеристика Сорокиной, как человека, который отличался в заключении примерным поведением и участием в тюремных программах.
Сорокина выплатила потерпевшим компенсацию из гонорара в 300 тыс. долл. от компании Netflix за использование своей истории.

### Депортация
После освобождения она поселилась в пятизвездочном отеле, повторно активировала свой разоблаченный профиль самозванца в нескольких социальных сетях и объявила, что «вернулась».
25 марта 2021 года Сорокина была задержана иммиграционной полицией США и помещена в районную тюрьму штата Нью-Джерси. По состоянию на 28 сентября 2021 года она находилась в иммиграционной тюрьме в ожидании депортации в Германию. Чтобы не быть депортированной в Германию и выиграть время, она подала прошение о предоставлении убежища в США. По состоянию на середину февраля 2022 г. она оставалась под стражей.
5 октября 2022 года Сорокина внесла залог в размере 10 000 долларов и её выпустили из тюрьмы. С октября 2022 года Сорокина должна находиться под круглосуточным домашним арестом с электронным наблюдением без доступа к социальным сетям. Она отбывает домашний арест в квартире площадью 470 фут² (44 м²) в Ист-Виллидж, Манхэттен.

## В культуре

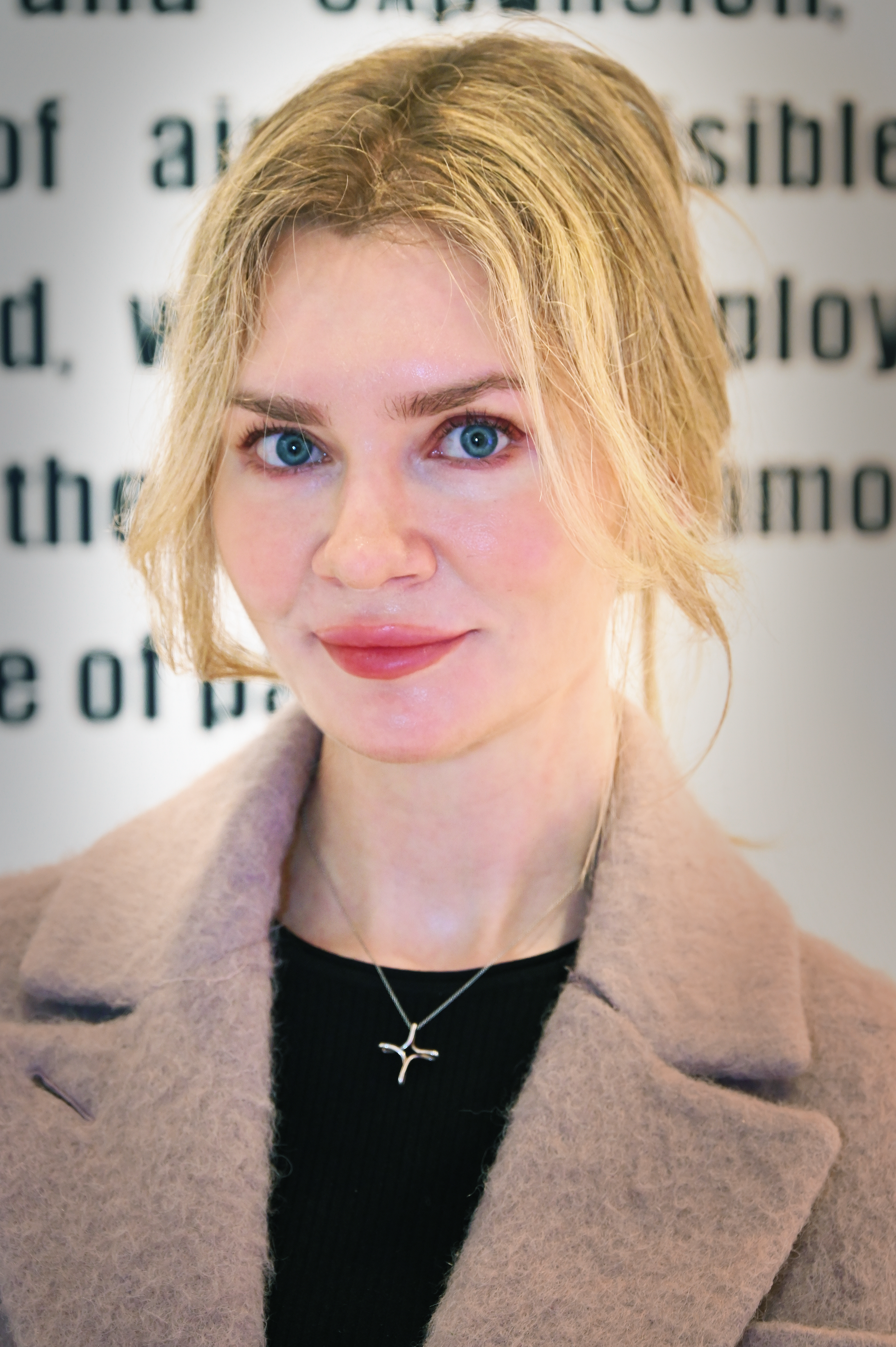
Сорокина в 2025 году

Сорокина стала персонажем телесериала «Изобретая Анну», который вышел 11 февраля 2022 года на стриминговом сервисе Netflix. Права на экранизацию истории Сорокиной принадлежат Шонде Раймс.
По мнению критиков, при всех своих недостатках «Изобретая Анну» имеет все шансы на то, чтобы стать новым хитом Netflix.
В 4-м эпизоде «Поколение аферистов» документального сериала HBO Max главной героиней является Анна Сорокина.
17 октября 2022 года на ютубе была размещена переведённая на русский часовая беседа Анны Делви с Ксенией Собчак под названием «„Изобретая Анну“: эксклюзивное интервью из тюрьмы с Анной Делви». В первую неделю видео набрало почти 1,4 миллиона просмотров и 4,7 тысячи комментариев.

### Комментарии
1. ↑  Законодательство США запрещает осуждённым преступникам использовать средства, полученные в результате преступлений, в том числе в виде литературных и иных гонораров (Закон сына Сэма). После осуждения Сорокиной все её счета были заморожены. Однако судья Ричард Платкин сделал для Сорокиной исключение, для того чтобы она могла выплатить компенсацию потерпевшим[15].